# Одеса (Мисури)
Одеса (енгл. Odessa) град је у америчкој савезној држави Мисури.

## Демографија
По попису из 2010. године број становника је 5.300, што је 482 (10,0%) становника више него 2000. године.
| Група             | 2000.         | 2010.         |
| Белци             | 4.656 (96,6%) | 4.950 (93,4%) |
| Афроамериканци    | 57 (1,2%)     | 73 (1,4%)     |
| Азијати           | 5 (0,1%)      | 22 (0,4%)     |
| Хиспаноамериканци | 35 (0,7%)     | 114 (2,2%)    |
| Укупно            | 4.818         | 5.300         |